# Cadwaladr
Cadwaladr (język walijski: Cadwaladr Fendigaid ap Cadwallon) – król Gwynedd w latach 655 - 682. W czasie jego rządów Walię nawiedziły dwie epidemie. Jedna w 664, a druga w 682. Cadwaladr padł ofiarą drugiej epidemii. Niewiele wiadomo na temat jego panowania, lecz pomimo skąpych informacji historycznych, stał się on ważną postacią w legendach kultury walijskiej.

## Jako postać legendarna

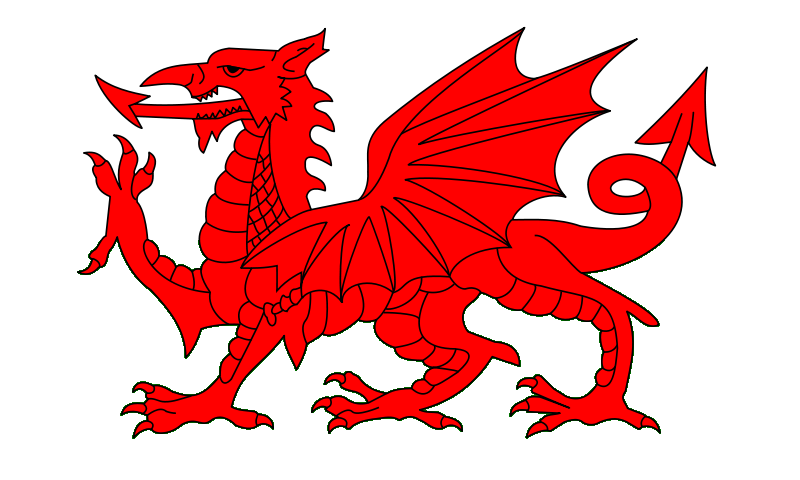
Czerwony Smok według tradycji odnosił się do oznak charakteru Cadwaladra od wczesnego średniowiecza

Cadwaladr stał się jednym z bohaterów romansów rycerskich Geoffreya z Monmouth, gdzie jest przedstawiony jako ostatni ze starożytnej linii dzierżącej tytuł królów Brytanii. Według Geoffreya Cadwaladr nie zmarł z powodu zarazy, ale abdykował w 688 i stał się pielgrzymem w odpowiedzi na proroctwo, zgodnie z którym jego wyrzeczenie przyczyni się w przyszłości do pokonania Anglosasów w walce przeciwko Brytom. Historia Geoffreya o proroctwie i pielgrzymce do Rzymu została prawdopodobnie pomieszana z żywotem króla Cædwalli z Wessexu. Geoffrey pomylił Cadwaladra z Cædwallą, ponieważ ten drugi zrzekł się tronu i wyruszył w pielgrzymkę do Rzymu właśnie w 688. Mimo wszystko ten element mesjański, mówiący o wyzwoleniu wysp brytyjskich spod panowania saskiego był żywo omawiany przez późniejsze pokolenia. Legenda spełniła swoją rolę podczas Wojny Dwóch Róż, kiedy stronnictwa Lancasterów i Yorków walczyli o władzę. Obydwa rody twierdziły, że ich kandydaci spełnią proroctwo i przywrócą rodowód wywodzący się od Cadwaladra. Walijski Smok (Y Ddraig Goch), znany jako symbol Walii i pojawia się w Mabinogionie,  Historia Brittorum i opowieściach Geoffreya z Monmouth, od czasu objęcia rządów przez Henryka VII Tudora na tronie angielskim był określany jako "Czerwony Smok Cadwaladra". Powiązania pomiędzy wizerunkiem smoka, a Cadwaladrem wynikają jednak z tradycji, a nie z powiązań ściśle historycznych.

## Jako postać historyczna

Herb Henryka VII, zawierający "Czerwonego Smoka Cadwaladra"

Cadwaladr był synem Cadwallona i następcą Cadafaela Cadomedda ap Cynfeddwa. Cadwaladr poniósł porażkę w walkach z zachodnimi Sasami pod Pinhoe w pobliżu Exeteru w 658. W źródłach Cadwaladr został określony jako władca pobożny i spokojnego temperamentu. Patronował wielu kościołom. Jest identyfikowany jako fundator kościoła Llangadwaldr w Anglesey. W Historii Brittorum zostało zaznaczone, że Cadwaladr nie zmarł śmiercią naturalną. Wielka zaraz z 664 została zanotowana przez Annales Cambriae ("Rocznikach walijskich)". Beda Czcigodny potwierdził te informacje, odnotowując, iż plaga dotknęła zarówno Brytanię, jak Irlandię. Beda nie wspomniał nic na temat epidemii z 682, ale według Annales Cambriae dotknęła ona Brytanię i stała się przyczyną śmierci króla Cadwaladra. Z kolei Roczniki irlandzkie, oraz walijskie odnotowały wystąpienie epidemii w 683. Cadwaladr miał mieć syna o imieniu Idwal Iwrch i wnuka o imieniu Rhodri Molwynog ap Idwal.